# Neckera xizangensis
Neckera xizangensis là một loài rêu trong họ Neckeraceae. Loài này được Enroth & M. C. Ji mô tả khoa học đầu tiên năm 2010.